# Horodyszcze (Chełm)
Horodyszcze (Cegielnia Horodyszcze) – część miasta Chełm w województwie lubelskim, w powiecie chełmskim.
Jest to część wsi Horodyszcze-Kolonia o nazwie Cegielnia Horodyszcze, włączona do Chełma jesienią 1954 w związku z reformą administracyjną państwa.
Leży w północnej części miasta, w rejonie skrzyżowania ulic Ceramicznej i Budowlanej, blisko jeziora Glinianki.
Znajduje się tu cegielnia.